# ریعان (یمن)
 ریعان  به عربی ( الرَیعان ) دهستان بزرگی از توابع استان استان صَنعاء در کشور یمن و در شبه جزیره عربستان واقع می‌باشد. 

## جمعیت
دارای ۹۰ خانوار و ۱۰۰۰ نفر جمعیت می‌باشد . ساکنان
این دهستان از اهل سنت از شاخه شافعی، و از اهل شیعه  زیدی  هستند. و بزبان عربی تکلم می‌کنند.

## منبع
- المقحفی، ابراهیم، احمد ، (مُعجَم المُدُن وَالقَبائِل الیَمَنِیَة) ، منشورات دار الحکمة، صنعاء، چاپ پنجم، وانتشار سال ۱۹۸۵ میلادی به (عربی).